# Bayerischer Localbahnverein

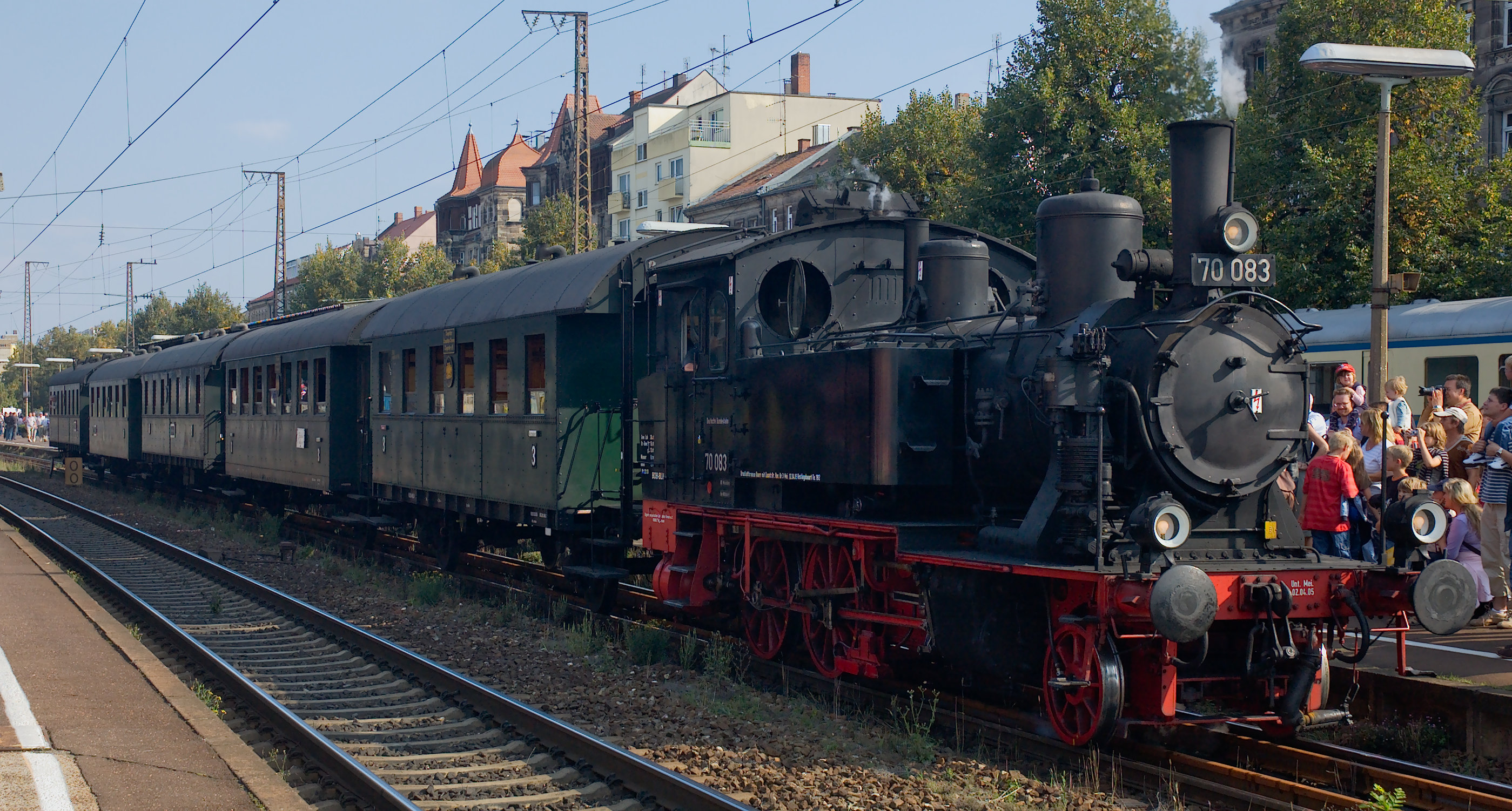
Der BLV-Dampfzug mit Lok 70 083

Der Bayerische Localbahnverein e. V. (BLV), auch Bayerischer Localbahn Verein mit Sitz in Tegernsee ist ein Verein, der sich mit der Geschichte der Eisenbahn in Bayern befasst. Vereinsziele sind der Betrieb von historischen Zügen und die Sammlung historisch wertvollen Eisenbahnmaterials aus Bayern. Der Verein betreibt das Localbahnmuseum Bayerisch Eisenstein und ein Betriebswerk in Landshut.

## Geschichte

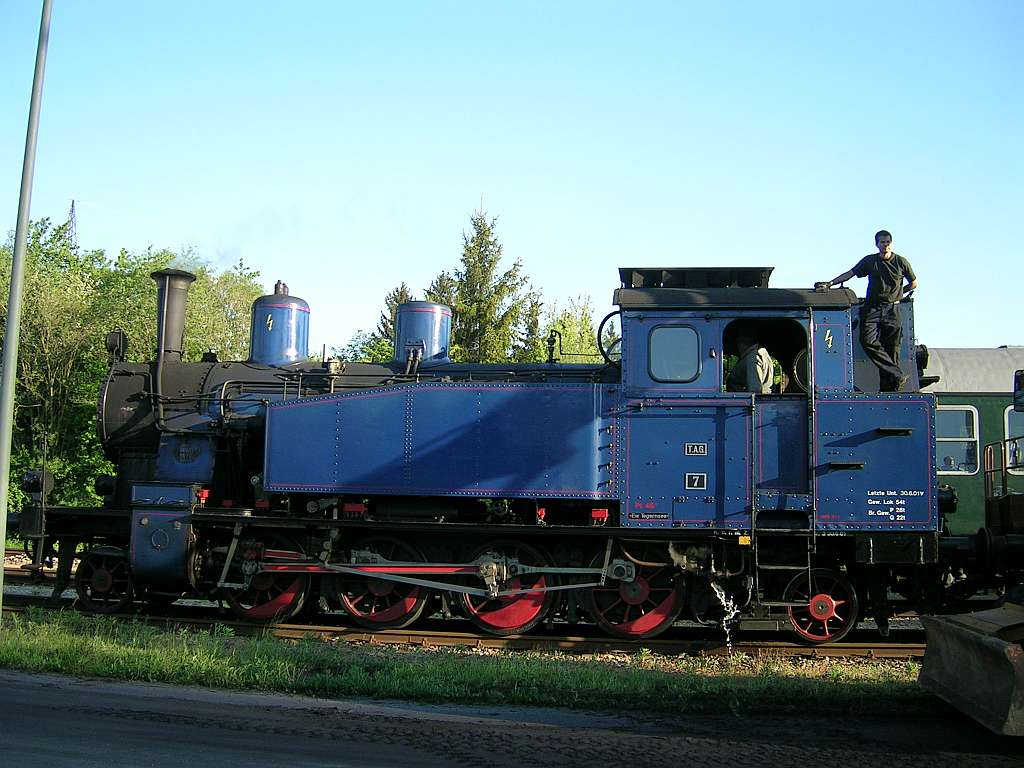
TAG 7

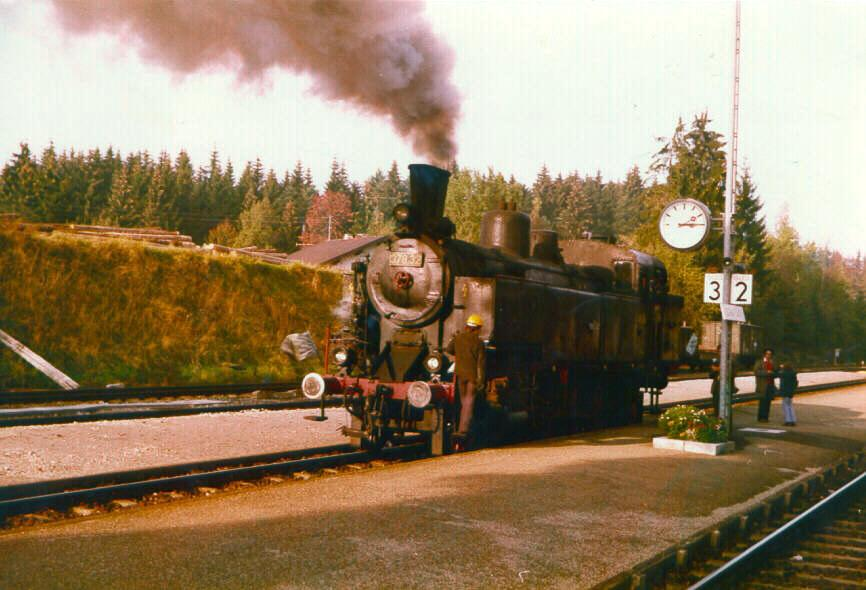
Dampflok 378.32 im Bahnhof Schaftlach

Der Localbahnverein entstand aus einem Arbeitskreis der Deutschen Gesellschaft für Eisenbahngeschichte (DGEG), der zwischen 1969 und 1975 Dampfzugfahrten auf der privaten Tegernsee-Bahn durchführte. 
Weil die Betriebsgenehmigung der Lokomotive TAG 7 auslief und weder DGEG noch Tegernsee-Bahn die Kosten für die Hauptuntersuchung übernehmen wollten, wurde der Bayerische Localbahnverein gegründet. Als Überbrückung für die Zeit ohne TAG 7 wurde in Österreich die Dampflok 378.32 erworben. 1978 konnte auch die TAG 7 wieder in Betrieb genommen werden. Seit einem Kesselschaden 2008 steht sie im Bahnbetriebswerk Landshut, der Verein sammelt für den Bau eines neuen Kessels. Die 378.32 übernahm die historischen Dampfzüge auf der Regentalbahn, bis sie 1996 an die Nostalgiebahnen in Kärnten verkauft wurde. Auf der Tegernseebahn stand in den 1990er Jahren außerdem die Maschine J. A. Maffei in Betrieb, die heute im vereinseigenen Museum abgestellt ist. 
Das Bayerische Localbahnmuseum entstand zwischen 1981 und 1994 im 1877 errichteten Lokomotivschuppen in Bayerisch Eisenstein. 1999 mussten Lokschuppen und Gleise in Tegernsee geräumt werden, weil der Betrieb der Tegernseebahn von der Bayerischen Oberlandbahn übernommen wurde. Der Dampfzug mit der TAG 7 zog nach Landshut um. Seit 2005 ist der Verein wieder im Besitz einer weiteren betriebsfähigen Dampflok, der (70 083), die zuvor als Denkmal in Mühldorf gestanden hatte. Von 2000 bis 2002 wurde die zuvor im Localbahnmuseum ausgestellte E69 05 (169 005) in Landshut aufgearbeitet und ist seitdem wieder betriebsfähig im Einsatz. Ende 2022 wurde die letzte Stangendiesellok der Tegernseebahn, V65-12, die die Tegernseebahn 1999 verkauft hatte, und die nach einem weiteren Besitzerwechsel defekt abgestellt war, erworben und am 31. Dezember 2022 nach Landshut überführt.

## Fahrzeuge

### Dampflokomotiven
- 02 / ANNA der Lokalbahn Gotteszell-Viechtach der Regentalbahn Aktiengesellschaft, hergestellt bei Krauss & Cie, 1890
- D VII 1854 der Königlich Bayerischen Staatseisenbahnen, spätere 98 7658, hergestellt bei Krauss & Cie, 1892
- J.A. Maffei der Firma Maffei, hergestellt bei J.A. Maffei, 1902
- Osser der Lokalbahn Lam-Kötzting der Regentalbahn Aktiengesellschaft, hergestellt bei J.A. Maffei, 1922
- Nr. 4 / Bayerwald der Regentalbahn Aktiengesellschaft, hergestellt bei J.A. Maffei, 1927
- Nr. 5 / Deggendorf der Regentalbahn Aktiengesellschaft, hergestellt bei J.A. Maffei, 1927
- SCHWARZECK der Lokalbahn Lam-Kötzting der Regentalbahn Aktiengesellschaft, hergestellt bei J.A. Maffei, 1928
- TAG 7 der Eisenbahn Aktiengesellschaft, Tegernsee, hergestellt bei Krauss-Maffei, 1936
- 70 083 der Königlich Bayerischen Staatseisenbahnen, hergestellt bei Krauss & Cie, 1913
- Dampfspeicherlok Spiritus Nr. 2 der VEB Spiritus Wittenberg, hergestellt bei J.A. Maffei, 1915

### E-Lokomotiven

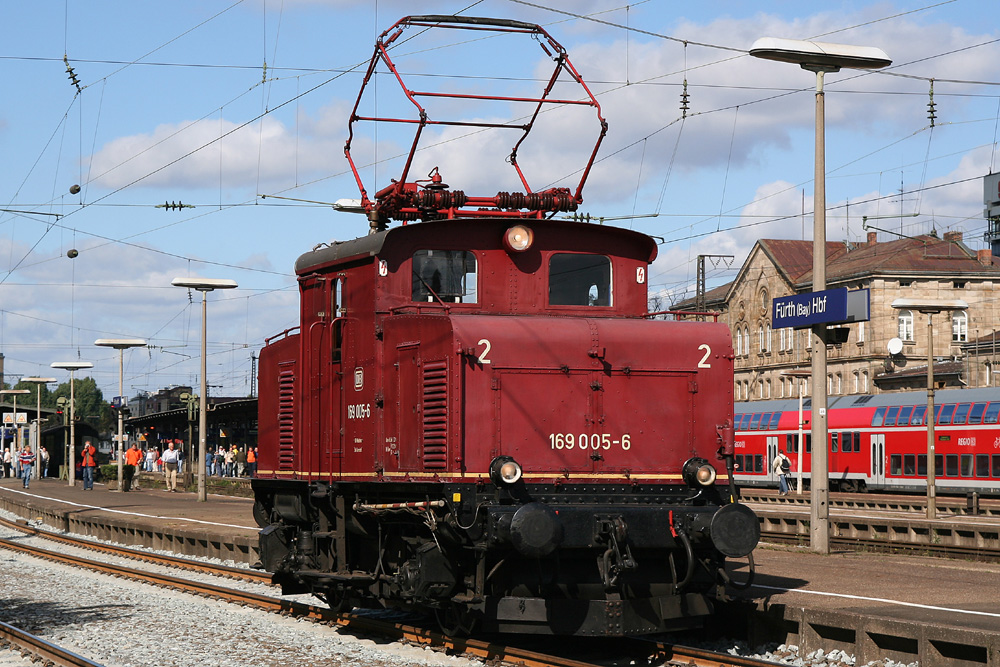
169 005 in Fürth

- LAG 5, 169 005, hergestellt bei J.A. Maffei / SSW, 1930
- Rangierlok SSW 9994 aus dem Jahr 1907

### Diesellokomotiven
- RL 3 der Grün und Bilfinger AG, hergestellt bei Orenstein & Koppel, 1935
- WR 200 B14 (= V 20) der Dt. Wehrmacht, OHE, hergestellt bei Klöckner-Humboldt-Deutz, 1941
- A6 11517 (= Köf II) der Bayerwerk AG, hergestellt bei Klöckner-Humboldt-Deutz, 1949
- MV 3 der Firma Fritzmeier, hergestellt bei Orenstein & Koppel, 1963
- 322 621-4 (= Köf II), hergestellt 1934 bei Borsig
- V65-12 der Tegernsee-Bahn, Typ MaK 650 D, 1959

### Triebwagen
- ET 5 der Salzburger Eisenbahn- und Tramway-Gesellschaft (SETG), hergestellt bei MAN / ÖSSW, 1908
- VT 07 der Lokalbahn Lam-Kötzting der Regentalbahn Aktiengesellschaft, hergestellt bei MAN, 1939
- VT 10.05 (Uerdinger) der Graz-Köflacher Bahn, hergestellt bei der Waggonfabrik Uerdingen, 1955

### Weiteres Fahrmaterial
Der Verein verfügt auch über 19 Personenwagen aus den Baujahren 1889 bis 1958, 8 Güterwagen aus den Baujahren 1883 bis 1920 sowie diverse Draisinen.
In Betrieb sind aktuell fünf Donnerbüchsen, ein n-Wagen im OFV-Design sowie einige Güterwagen.

## Organisation
Der BLV hat zurzeit rund 250 Mitglieder. Die Geschäftsstelle befindet sich in Tegernsee. Das Localbahnmuseum Bayerisch Eisenstein befindet sich in privater Trägerschaft des Vereins. Darüber hinaus verfügt der Verein über eine Halle in Landshut zur Restaurierung von historischen Fahrzeugen, in der auch die TAG 7 bis nach der Restaurierung des Kessels voraussichtlich verweilen wird.